# Коубридж
Ко̀убридж (на английски: Cowbridge; на уелски: Y Bont-faen, Ъ Бонт-ва̀йн) е град в Южен Уелс, графство Вейл ъф Гламорган. Разположен е на около 20 km на запад от централната част на столицата Кардиф. Населението му е 3616 жители според данни от преброяването през 2001 г.

## Побратимени градове
- Клисон, Франция